# Naughty Bear
Naughty Bear est un jeu vidéo pour la PlayStation 3 et Xbox 360. Le joueur contrôle l'ours éponyme et il utilise diverses armes pour gagner des "Naughty Points", des points supplémentaires donnant d'autres missions secondaires.
Le jeu se déroule sur une île paradisiaque où les ours en peluche vivent en harmonie. Le personnage principal est Naughty Bear, un ours en peluche minable qui a tendance à être méchant, ce qui lui vaut la haine des autres ours. Comme les autres ours en peluche, il ne parle pas, mais ils démontrent ses émotions à travers une variété de sons et d'expressions faciales. Ses actions sont influencées par un narrateur invisible qui rappelle les animateurs d'émission jeunesse à la télévision.
En novembre 2010, Behaviour Interactive annonce le développement d'une suite, sobrement intitulée Naughty Bear 2.

## Histoire
Naughty Bear est le seul ours sur l'île à ne pas être invité à la fête d'un des oursons. Il décide tout de même de lui faire un cadeau et d'aller le lui porter. En allant à sa rencontre, deux autres ours le voient et rient de son cadeau. Naughty Bear retourne chez lui et décide de se venger.
Le maire promet alors aux habitants de la ville de se débarrasser de Naughty Bear et le principal intéressé décide de faire taire le maire une fois pour toutes.
Un inventeur se met lui aussi de la partie en créant une armée de robots programmés pour éliminer Naughty mais celui-ci détruit l'armée et tue son créateur.

## Inspirations
Le jeu mélange l'humour noir, l'ultra-violence et différents styles Grand Theft Auto, Jason Voorhees & Freddy Krueger.

## Accueil
Les critiques ont été très dures avec ce jeu, principalement à cause de la caméra se plaçant n'importe où et des graphismes peu travaillés.
- IGN : 3/10
- GameSpot : 5.5/10
- Jeuxvideo.com : 12/20